# Shōbara
Shōbara  (japanska: 庄原市 ?, Shōbara-shi) är en stad i Hiroshima prefektur i Japan. Staden fick stadsrättigheter 1954.